# 马塞尔·达索
马塞尔·达索（法語：Marcel Dassault，發音：[maʁsɛl daso]；1892年1月23日—1986年4月17日），出生名马塞尔·费迪南·布洛克（Marcel Ferdinand Bloch），法国工程师、政治家、航空企业家，达索集团创始人与首任CEO。